# Кабинет-министр Его (Её) Императорского величества
Кабинет-министр Его (Её) Императорского Величества — должность, учреждённая императрицей Анной Иоанновной в 1731 году. Должность исполняли три кабинет-министра (два — в периоды с 6 (17) апреля 1736 по 3 (14) февраля 1738, с 12 (23) апреля 1740 по 18 (29) августа 1740 и после 25 ноября (6 декабря) 1741 года, а также четыре — с ноября 1740 года по 3 (14) марта 1741 года).
Кабинет-министры составляли Кабинет Её (Его) Императорского Величества. В него постоянно входили А. И. Остерман и А. М. Черкасский, а также, сменяя друг друга, Г. И. Головкин, П. И. Ягужинский, А. П. Волынский, А. П. Бестужев-Рюмин, М. Г. Головкин и Х. А. Миних (последний — четвёртым кабинет-министром).
Должность была ликвидирована после восшествия на престол императрицы Елизаветы Петровны согласно её манифесту от 12 (23) декабря 1741 года.

## Список кабинет-министров
| Портрет                                | Имя (годы жизни)                                                           | Полномочия                             | Полномочия                             | Монарх                                 |
| Портрет                                | Имя (годы жизни)                                                           | Начало                                 | Окончание                              | Монарх                                 |
| Кабинет министров (Российская империя) | Кабинет министров (Российская империя)                                     | Кабинет министров (Российская империя) | Кабинет министров (Российская империя) | Кабинет министров (Российская империя) |
| -------------------------------------- | -------------------------------------------------------------------------- | -------------------------------------- | -------------------------------------- | -------------------------------------- |
|                                        | граф Генрих Иоганн Фридрих Остерман (Андрей Иванович Остерман) (1686—1747) | 10 (21) ноября 1731                    | 12 (23) декабря 1741                   | Анна Иван VI Елизавета                 |
|                                        | князь Алексей Михайлович Черкасский (1680—1742)                            | 10 (21) ноября 1731                    | 12 (23) декабря 1741                   | Анна Иван VI Елизавета                 |
|                                        | граф Гавриил Иванович Головкин (1660—1734)                                 | 10 (21) ноября 1731                    | 20 (31) января 1734                    | Анна                                   |
|                                        | граф Павел Иванович Ягужинский (1683—1736)                                 | 20 (31) января 1734                    | 6 (17) апреля 1736                     | Анна                                   |
|                                        | Артемий Петрович Волынский (1689—1740)                                     | 3 (14) февраля 1738                    | 12 (23) апреля 1740                    | Анна                                   |
|                                        | князь Алексей Петрович Бестужев-Рюмин (1693—1766)                          | 18 (29) августа 1740                   | 8 (19) ноября 1740                     | Анна Иван VI                           |
|                                        | граф Бурхард Кристоф фон Мюних (Христофор Антонович Миних) (1683—1767)     | вскоре после 8 (19) ноября 1740        | 3 (14) марта 1741                      | Иван VI                                |
|                                        | граф Михаил Гаврилович Головкин (1699—1754)                                | вскоре после 8 (19) ноября 1740        | 25 ноября (6 декабря) 1741             | Иван VI                                |

Источник: